# Notre-Dame-de-Bon-Secours (Lablachère)

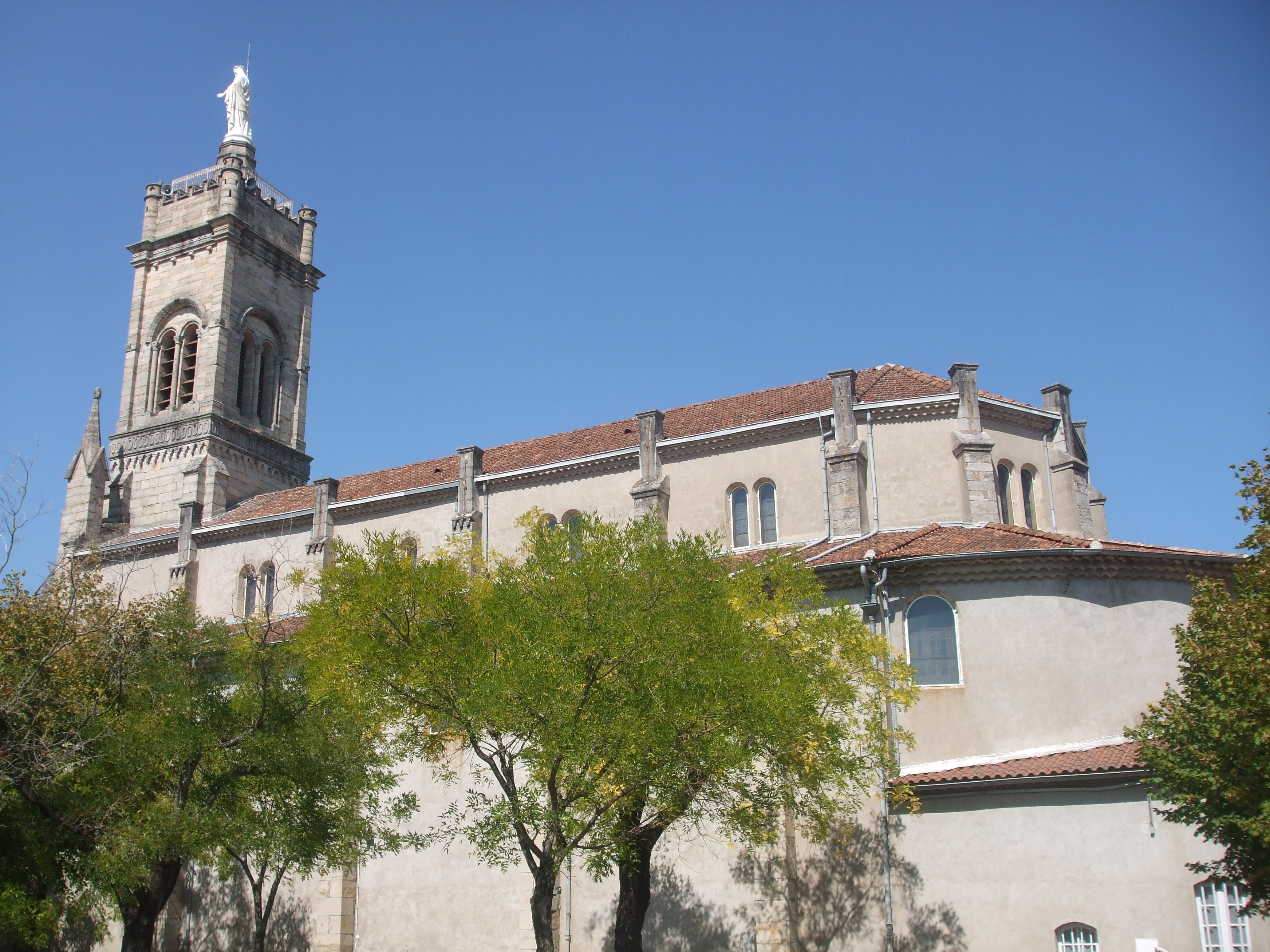
Basilika Notre-Dame-de-Bon-Secours

Die Basilika Notre-Dame-de-Bon-Secours (deutsch Unsere Liebe Frau der guten Hilfe) ist eine römisch-katholische Kirche in Lablachère im französischen Département Ardèche, Auvergne-Rhône-Alpes. Die Wallfahrtskirche des Bistums Viviers trägt den Titel einer Basilica minor. Die neugotische Kirche stammt aus den 1850er Jahren und steht am höchsten Punkt es Ortes.

## Geschichte

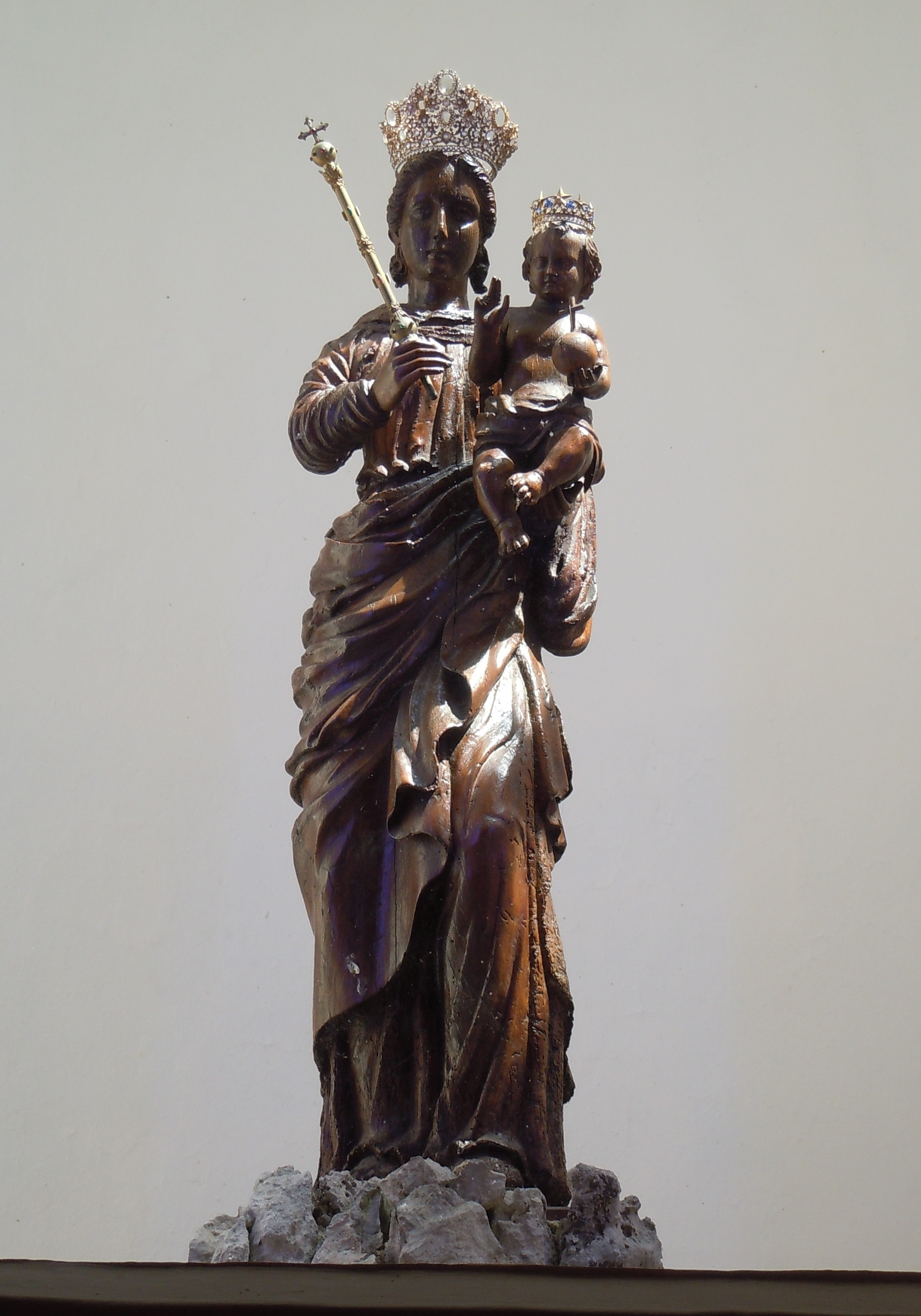
Madonna mit Kind

Julien Gineste ließ 1682 eine Votivkapelle für einen überstandenen Reitunfall errichten und stellte dort die zuvor zu Hause verehrte Marienstatue auf, die heute als historisches Denkmal geschützt ist. 1777 hatte sich eine Wallfahrt zur Kapelle entwickelt, weshalb 1783 eine kleine dreischiffige Kirche errichtet wurde, die aber nach 60 Jahren schon baufällig war. 1829 wurde mit dem Bau der heutigen Kirche begonnen, der 1855 abgeschlossen wurde. 1880 kam es gegen den Widerstand der Bevölkerung zu einer kurzfristigen staatlichen Vertreibung der Oblatenpadres, 1903 sogar zu zwischenzeitlichen Verhaftungen, die Wallfahrt wurde trotzdem durchgeführt.

## Beschreibung

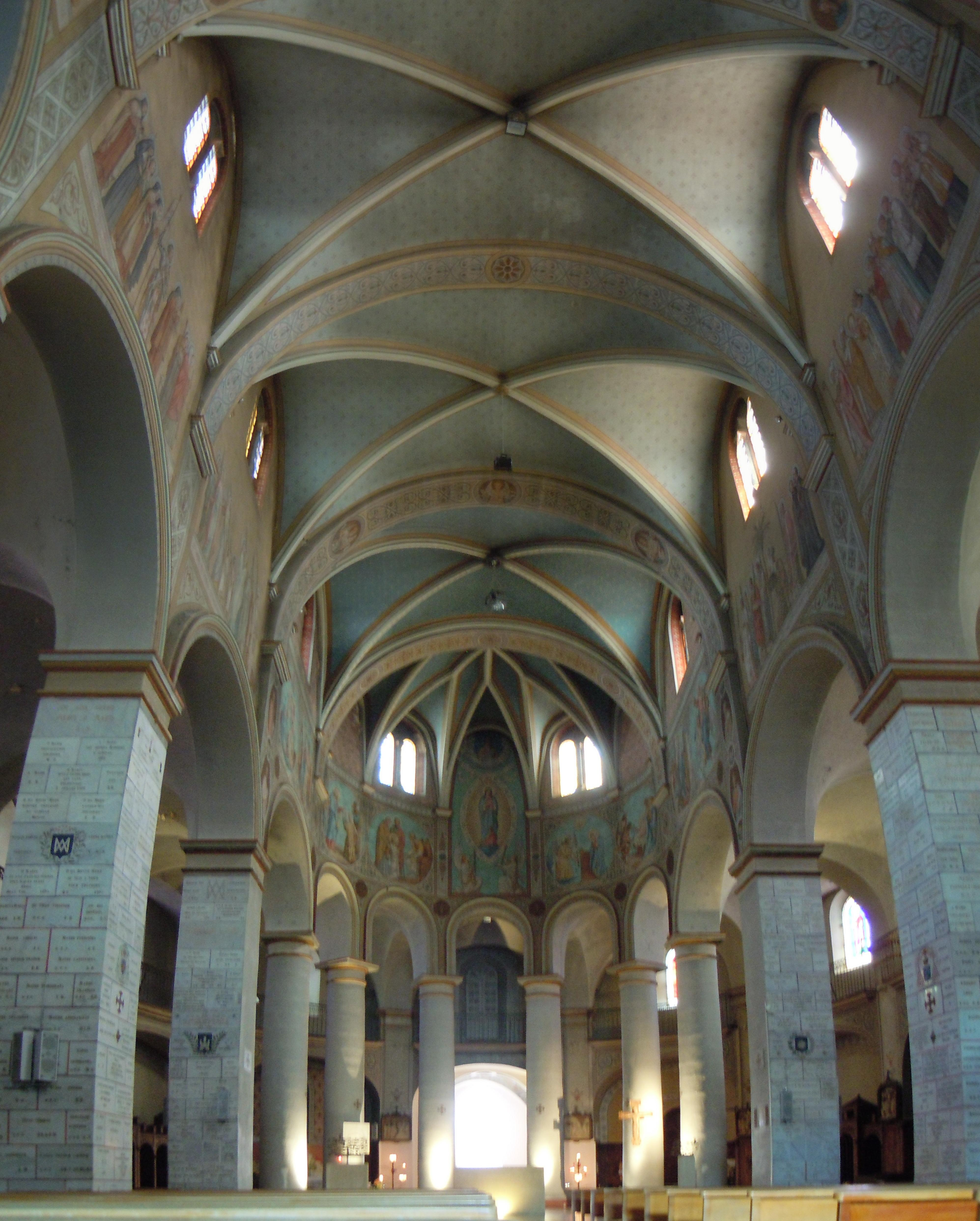
Innenraum

In der dreischiffigen Basilika sind die Seitenschiffe Teil eines umlaufenden Chorumgangs, der zur Marienstatue führt. Das Mittelschiff ist mit Kreuzgratgewölben überspannt. Im Chor ist das Gewölbe mit den Geheimnissen aus dem Leben Marias und Jesu ausgemalt. Die Kirche ist durch eine große Anzahl von Beichtstühlen gekennzeichnet, die 1862 aufgestellt wurden.
Auf der linken Seite beim Verlassen der Kirche befindet sich eine schwarze Marmorplatte, die auf die Erhebung der Kirche 1930 zur Basilica minor verweist. Eine andere schwarze Marmorplatte am Eingang zur Kapelle der Jungfrau Maria erinnert an die Weihe der Kirche durch den inzwischen heiliggesprochenen Bischof Eugen von Mazenod.
Die beträchtliche Anzahl an Votivtafeln, die die Säulen des Kirchenschiffs bedecken, stammt von den Wallfahrern, die ihre Gnadenehrweise anführen. Das Gemälde einer Grablegung ist als historisches Denkmal geschützt.
Von der ursprünglichen Kapelle sind nur noch die Holzstatue der Jungfrau und ein in einen der Chorpfeiler eingelassener Stein erhalten.